# Grotten van Frasassi

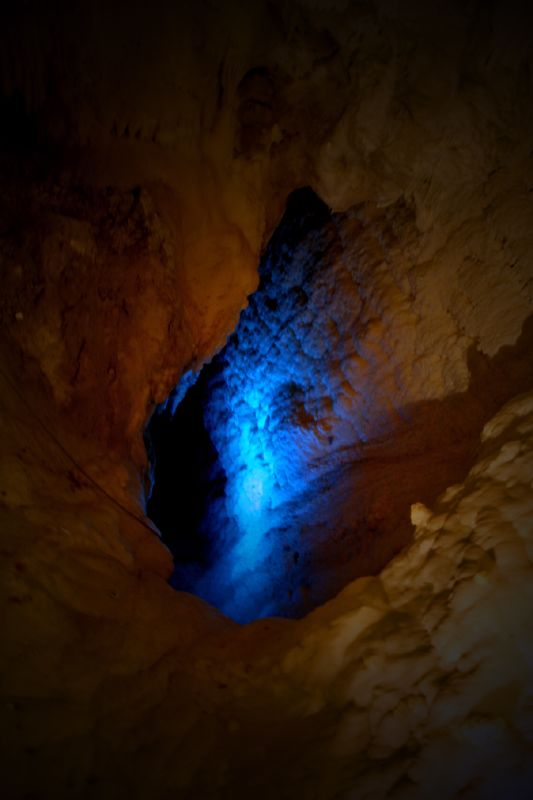
een meer op 25 m diepte

De grotten van Frasassi (Italiaans: Grotte di Frasassi) zijn een groot ondergronds grottencomplex dat is gelegen in een natuurpark in de Italiaanse gemeente Genga (provincie Ancona).

## Geschiedenis
Een ingang naar een van de grotten van Frasassi is door een boer ontdekt op 28 juni 1948. Meer toegangen zijn gevonden in de jaren 50 en 60 door leden van de Italiaanse Alpinistenvereniging (Club Alpino Italiano) uit de naburige steden Jesi en Fabriano. In het begin van de jaren 70 zijn nog grote delen van het ondergrondse complex ontdekt. Het totale grottencomplex beslaat een afstand van 13 kilometer.

## Openstelling
Vanaf september 1974 is een deel van de grotten voor bezoek opengesteld. Er is een 1,5 km lange route uitgezet over brede wandelpaden en ruime trappen. Deze rondleidingen worden onder leiding van een gids gegeven in het Italiaans, Frans, Engels of Duits. De grotten zijn uitgegroeid tot een belangrijke toeristische attractie van de regio Marche. Sinds de openstelling hebben reeds meer dan 10 miljoen mensen de grotten bezocht. Naast deze route zijn er voor de meer gevorderden een blauwe en een rode route over minder gemakkelijk begaanbare paden.